# Amoroto
Amoroto è un comune spagnolo di 376 abitanti situato nella comunità autonoma dei Paesi Baschi.